# مارسوبيوبوثريوم غوبيلنوس
مارسوبيوبوثريوم غوبيلنوس (الاسم العلمي: Marsupiobothrium gobelinus) هو نوعٌ من الديدان الشريطية ذو قرابةٍ تصنيفية غير معروفة. يُمكن تمييزه بسهولةٍ عن باقي أفراد فصيلته عبر السويقات الثنائية، التي تكون أطول مقارنةً بالأفراد الآخرين. يفتقرُ هذا النوع إلى الحشوات الأسطوانية المقوسة على الجانبين الخلفيين.
وُصفت للمرة الأولى في الصمام الحلزوني (عضوٌ هضمي) لعينةٍ من القرش العِفريت اصطيدت في نيوساوث ويلز في أستراليا، وذلك مع ليتوبوثريوم أمسيكانسيس (الاسم العلمي: Litobothrium amsichensis).